# 旅立ちJR号
旅立ちJR号（たびだちJRごう）は、国鉄分割民営化によるJRグループ発足を記念して、1987年（昭和62年）3月31日から翌4月1日にかけて運転された臨時列車である。東京・上野の両駅から、民営化後の旅客会社6社の名前を冠した6本の列車がそれぞれの本社所在地駅へ向けて運転された。ただし東日本旅客鉄道（JR東日本）の本社は東京であったため、「旅立ちJR東日本号」は東北地域本社（1998年に仙台支社に改称）所在地の仙台駅まで運転された。また瀬戸大橋と青函トンネルは未開通であったことから、「旅立ちJR四国号」は宇野駅まで運転して宇高連絡船へ連絡し、「旅立ちJR北海道号」は青森駅まで運転して青函連絡船へ連絡した後、北海道内を別の列車で札幌駅まで継走した。いずれの列車も杉浦喬也日本国有鉄道（国鉄）総裁から新会社の社長への親書と鍵を載せていた。また応募者の中から抽選された乗客が乗車しており、これは国鉄からの招待という扱いで無料であった。この列車の案内と募集要項は、「交通公社の時刻表」1987年3月号に掲載された。

## 旅立ちJR九州号
旅立ちJR九州号は、東京駅から九州旅客鉄道（JR九州）の本社所在地博多駅へ向けて運転された。使用された車両はお座敷列車「山編成」で、牽引したのは東京から下関までがEF65 1129、下関から門司までがEF81 414、門司から博多までがED76 94であった。ヘッドマークは、白地に赤い大きなJRマークとその下にJR九州と入った、JR九州で広く使われているロゴマークをそのまま表示したものであった。東京発16時43分で、東京発の「旅立ちJR号」の中で最初の出発であったことから、杉浦総裁が出席した出発式が行われた。フジテレビが車内から中継を行うために同乗しており、そのために元国鉄スワローズ投手の金田正一が静岡駅まで乗車していた。博多着は翌9時16分であった。

### 旅立ちJR九州号編成
- EF65 1129（東京 - 下関間）、EF81 414（下関 - 門司間）、ED76 94（門司 - 博多間）
- スロフ12 817
- オロ12 833
- オロ12 834
- オロ12 835
- オロ12 836
- スロフ12 818

## 旅立ちJR四国号
旅立ちJR四国号は、東京駅から宇野駅まで運転され、宇野駅から四国旅客鉄道（JR四国）の本社所在地高松駅までは宇高連絡船で連絡した。使用された車両は「ゆうゆうサロン岡山」で、牽引したのはEF65 123（ゆうゆうサロン塗装機）であった。ヘッドマークは白地に、赤い平行四辺形に白字で「旅立ち」、青と緑の逆三角形に白字で「JR号」「JR四国」と入っていた。東京発20時で、宇野着が翌7時44分、宇高連絡船は宇野を8時36分に出発し高松には9時38分に到着した。この列車には山本コウタローと杉田愛子が乗車して車内で種々のイベントが行われた。

### 旅立ちJR四国号編成
- EF65 123（ゆうゆうサロン塗装機）（東京 - 宇野間）
- スロフ12 703
- オロ12 707
- オロ12 708
- オロ12 709
- オロ12 710
- スロフ12 704

## 旅立ちJR西日本号
旅立ちJR西日本号は、東京駅から西日本旅客鉄道（JR西日本）の本社所在地大阪駅へ向けて運転された。使用された車両は1号車が「いこい」の愛称を持つお座敷車スハフ12 701、2号車から5号車は福知山支社所属の一般12系客車、6号車は交通科学博物館の保存車両から車籍を復活したマイテ49 2、牽引したのはEF65 1134であった。ヘッドマークは、天守閣のイラストの上に「旅立ち」と描かれ、下に「JR西日本」と入っていた。またマイテ49のテールマークとして青地に「さようなら 国鉄」と書かれ、また日本列島の上を飛び去るJNRマーク入りのつばめが描かれていた。東京発22時13分（実際には1分遅れて14分）で、大阪着は翌7時34分であった。この列車には吉村光夫が乗車していた。

### 旅立ちJR西日本号編成
- EF65 1134（東京 - 大阪間）
- スハフ12 701
- オハ12 15
- オハ12 14
- オハ12 13
- スハフ12 36
- マイテ49 2

## 旅立ちJR東海号
旅立ちJR東海号は、東京駅から東海旅客鉄道（JR東海）の本社所在地名古屋駅へ向けて運転された。使用された車両はお座敷列車「いこい」で、牽引したのはEF58 122であった。ヘッドマークは、上側に白地に橙のJRマーク、その下に青地に白字で「よろしく JR東海」と入っていた。東京発23時で、名古屋着は翌7時27分であった。

### 旅立ちJR東海号編成
- EF58 122（一般色）（東京 - 名古屋間）
- スロフ12 812
- オロ12 824
- オロ12 823
- オロ12 822
- オロ12 821
- スロフ12 811

## 旅立ちJR東日本号
旅立ちJR東日本号は、上野駅から仙台駅へ向けて運転された。使用された車両はお座敷列車「なごやか」で、牽引したのは上野から黒磯までがEF65 1016、黒磯から仙台までがED75 740であった。ヘッドマークは、白地に緑の横線が中央に入っており、上部の白い部分に黒で「さよなら国鉄」の字と兜の絵が入り、中央の緑の部分に黄字で「旅立ちJR号」と入り、下部の白い部分に赤字で「1987.4.1」「こんにちは JR東日本」と入っていた。上野発23時50分で、仙台着は翌8時30分であった。

### 旅立ちJR東日本号編成
- EF65 1016（上野 - 黒磯間）、ED75 740（黒磯 - 仙台間）
- スロフ12 804
- オロ12 808
- オロ12 807
- オロ12 806
- オロ12 805
- スロフ12 803

## 旅立ちJR北海道号
旅立ちJR北海道号は、上野駅から青森駅まで運転された。また青函連絡船を介して函館駅から北海道旅客鉄道（JR北海道）の本社所在地札幌駅へ向けて継走となる列車が運転された。使用された車両は「ふれあいみちのく」で、牽引したのは上野から黒磯までがEF58 89、黒磯から青森までがED75 1036であった。また函館 - 札幌間では「くつろぎ」が使用された。ヘッドマークは、青地に中央に緑と白で北海道の形とJRマーク、JR北海道のロゴが描かれ、上部に白字で「UENO→SAPPORO」、下部に黄色い飾りの上に黒字で「旅立ちJR号」と入っていた。これは北海道内へも持ち込まれて掲出された。上野を13時30分に発車し、青森23時45分着、その後青森発翌0時05分の青函連絡船に接続して函館着4時00分、さらに函館発4時15分の継走列車に引き継がれ、札幌には9時02分に到着した。

### 旅立ちJR北海道号編成
- EF58 89（茶色）（上野 - 黒磯間）、ED75 1036（黒磯 - 青森間）
- スロフ12 823
- オロ12 845
- オロ12 846
- オロ12 847
- オロ12 848
- スロフ12 824

青森 - 函館使用船は101便：檜山丸
函館 - 札幌間使用車両
- キロ59 2
- キロ59 1
- キロ29 1
- キロ29 2
- キロ29 3